# Top-downdesign en bottom-updesign
Top-downdesign is een ontwerpmethode die begint met het bepalen van algemene principes en eindigt met de details. Het tegengestelde is bottom-updesign. Dit is het ontwerpen van een product of software 'van onder naar boven'. Men begint met de meer technische details en gaat dan 'naar boven' naar de meer abstracte eigenschappen van het product of programma. Hoewel de genoemde methoden tegengesteld aan elkaar zijn, kunnen ze toch samen worden toegepast. 

## Top-downdesign
In het productontwerpproces wordt gestart met een algemeen principe. Vervolgens wordt het principe vertaald in een simpele schets. Dit vormt dan de basis voor het lay-outmodel. Vanuit het lay-outmodel worden, via logische referentievlakken, de deelproducten ontworpen. Afhankelijk van de complexiteit van het product kan er met meerdere deelsamenstellingen worden gewerkt. Als er één model wordt gebruikt voor het bepalen van de structuur en de relatie naar de andere modellen, dan wordt dit model ook wel het "skeleton"-model (Engels voor "skelet") genoemd. Wanneer vervolgens de individuele componenten worden samengesteld tot één product, dan wordt deze fase van het ontwerpproces bottom-updesign genoemd.
Bij een computerprogramma, bijvoorbeeld een programma voor gebruikers die bankzaken doen, worden eerst de gebruikers en rekeningen ontworpen. Pas in een later stadium komen de technische details van de verrichtingen zelf aan bod. 

## Bottom-updesign
Bij het ontwerpen van een product wordt gestart met de definitie van de individuele componenten. Deze individuele componenten worden dan later virtueel samengebracht in een gemeenschappelijk model. Dit kan in meerdere niveaus (deelsamenstellingen) gebeuren. Alle individuele componenten tezamen vormen de stuklijst van het ontwerp. Het kan zijn dat essentiële componenten zoals olie, lijm en verf niet in het model worden opgenomen.
Als voorbeeld wordt bij een chatprogramma begonnen met het bepalen hoe de client berichten naar de server stuurt. Pas later wordt de gebruikersinterface bepaald.